# Missorium
Missorium est le terme latin communément employé par les historiens et les historiens de l'art pour désigner les grands plats d'argenterie de l'Antiquité tardive, notamment ceux produits sous le contrôle du comte des largesses sacrées. Le terme est emprunté au vocabulaire latin décrivant certains plats d'argenterie, mais il n'est pas du tout assuré que c'était le terme même employé par les Romains. Le sens général du terme est celui de « plat d'argent envoyé en cadeau au nom de l'empereur ».

Exemples de missorium
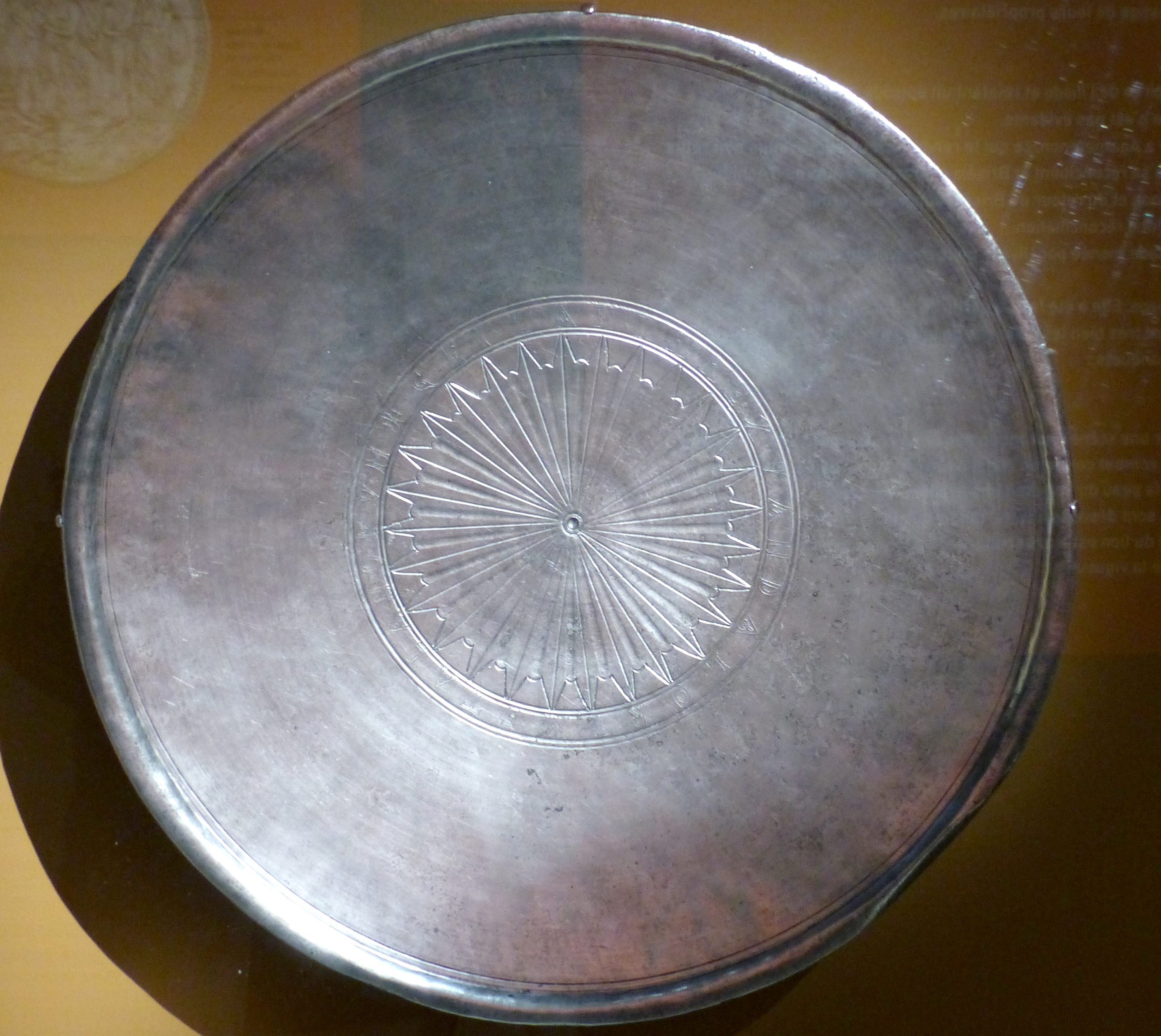
Le plat de Gélimer.
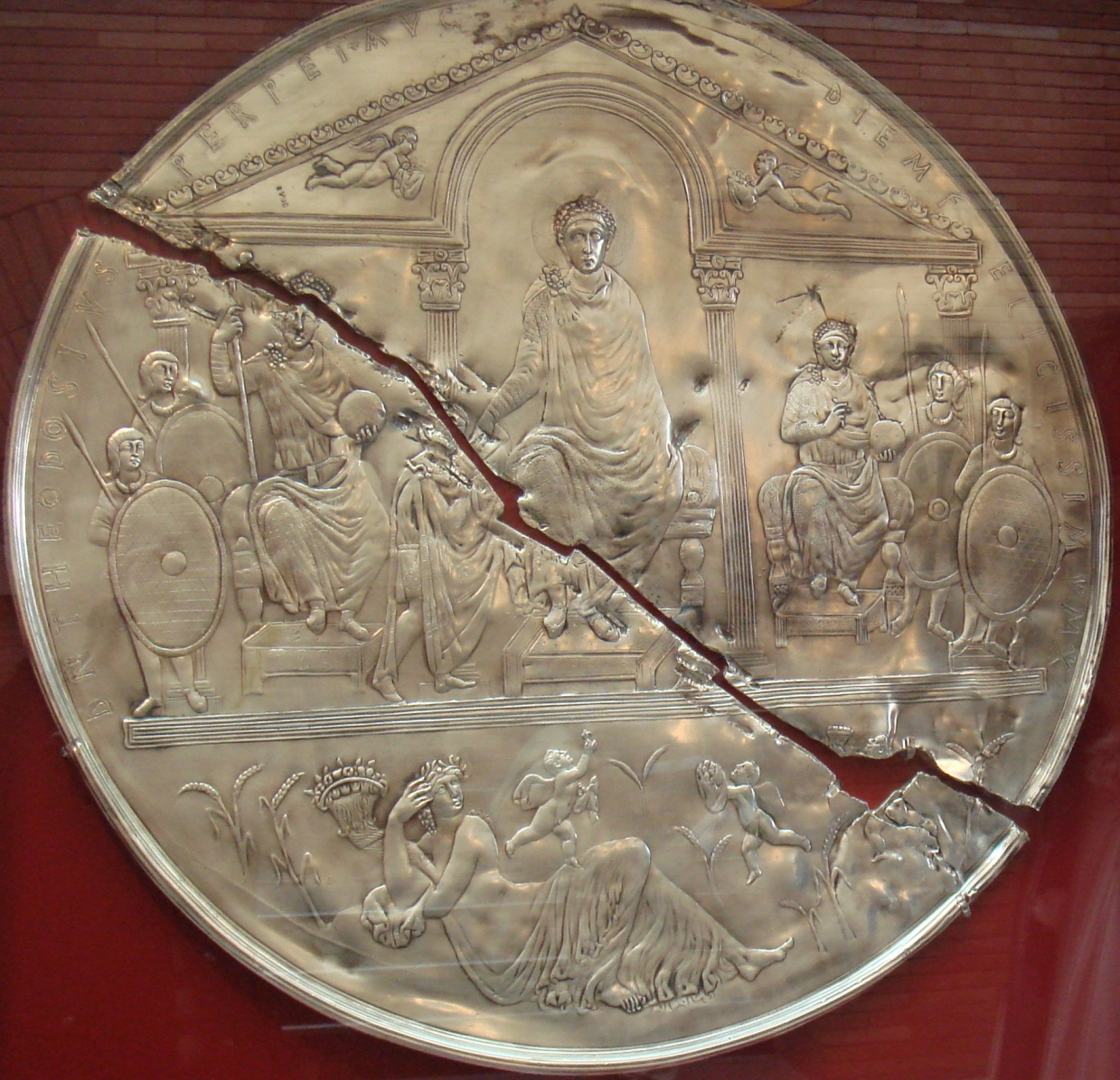
Copie du missorium au Musée national d'Art romain de Mérida.